# Luca Spinola (doge 1489)
Luca Spinola (Genova, 1489 – Genova, 1579) fu il 57º doge della Repubblica di Genova.

## Biografia

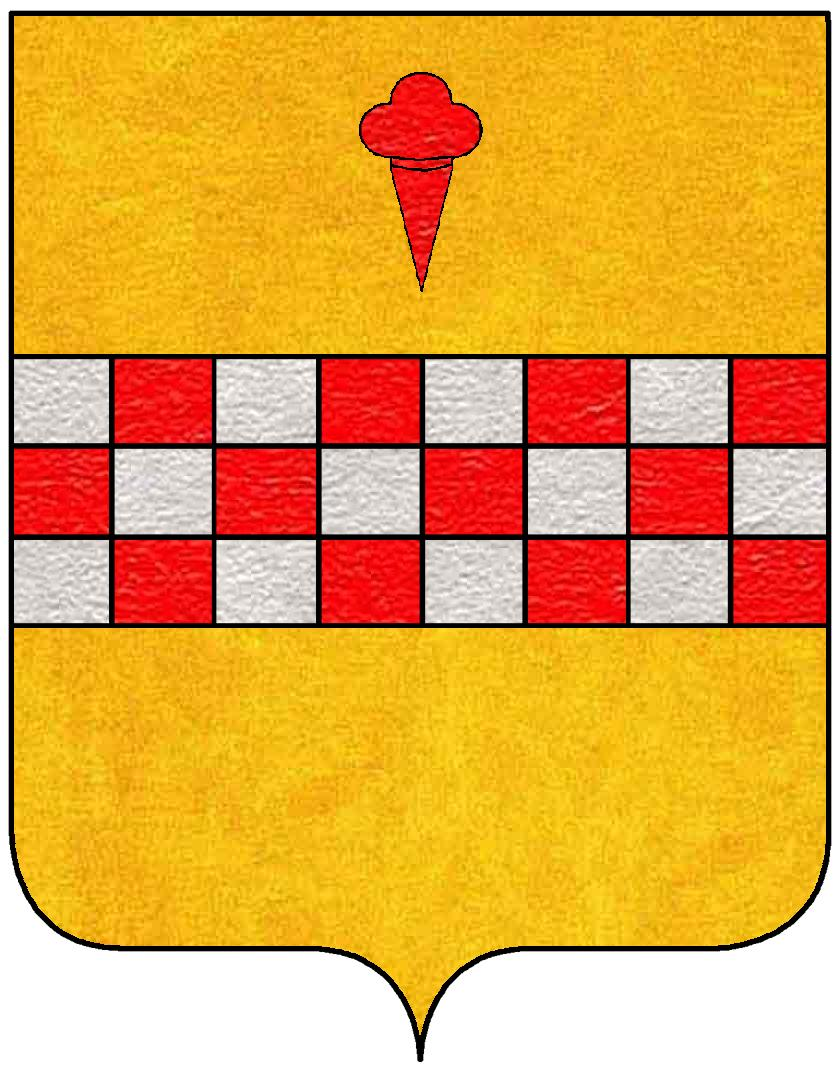
Stemma nobiliare degli Spinola

Nacque a Genova intorno al 1489 dai genitori Battista Spinola (omonimo del doge) e Francesca Grimaldi. Già al servizio militare per la Repubblica, che intraprese giovanissimo, e dove balzò nelle cronache genovesi per aver difeso strenuamente come podestà di Sanremo un improvviso sbarco turco, divenne in seguito padre del Comune di Genova e dal 1550 governatore per lo stato genovese.
Luca Spinola fu eletto al titolo dogale il 4 gennaio 1551, la dodicesima in successione biennale e il cinquantasettesimo nella storia repubblicana, carica che mantenne fino al 4 gennaio 1553. Tra le sue imprese e azioni nel suo mandato, oltre ad aver assoldato truppe di mercenari da ogni parte d'Italia per la difesa e sicurezza della Repubblica, vi fu l'acquisto per 5.000 lire genovesi dei "tuguri" degli antichi quartieri della Maddalena, di San Francesco di Castelletto e di Fontane Marose per poi rivenderli alle più facoltose famiglie nobiliari del tempo che vi edificheranno sontuosi palazzi residenziali. Nel suo biennio, inoltre, si diede l'avvio ai lavori di edificazione della basilica di Santa Maria Assunta di Carignano, opera di Galeazzo Alessi.
Al termine del dogato ricoprì la mansione di procuratore perpetuo della Repubblica e si adoperò in altre mansioni di stato, tra queste due ambascerie a Roma e in Francia. Nel 1566 rimase ferito scampando ad un sicario che, su commissione di Giovanni Stefano Lercari, figlio del futuro doge Giovanni Battista Lercari (citato da Luca Spinola in un discorso al Senato che il figlio del Lercari giudicherà offensivo), per errore o scambio di persona uccise invece l'ex doge Agostino Pinelli Ardimenti.
Alla sua morte, avvenuta a Genova nel 1579, per suo espresso desiderio fu sepolto nel sepolcro della famiglia Spinola presso la chiesa benedettina di Santa Caterina, nell'altare dedicato a san Benedetto.